# Korinthisierende etruskische Olpe (Heidelberg 64/3)
Mit der korinthisierenden etruskischen Olpe besitzt die Antikensammlung der Universität Heidelberg unter der Inventarnummer 64/3 ein herausragendes Stück des Malers der bärtigen Sphinx.

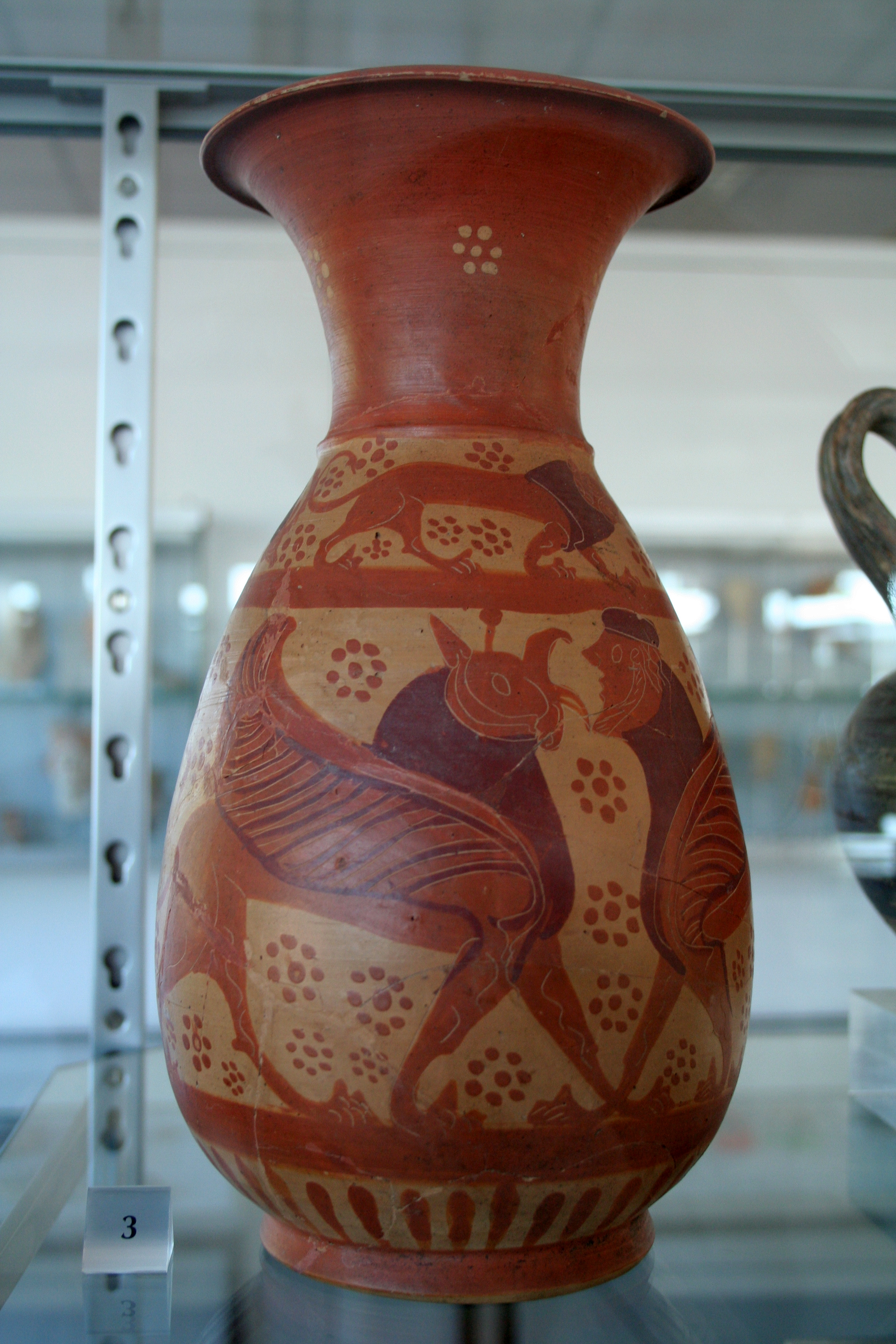
Heidelberg 64/3

Vom späten 8. bis zur Mitte des 6. Jahrhunderts v. Chr. war korinthische Keramik ein in weiten Teilen des Mittelmeerraumes verbreitetes Exportgut. Vor allem in den italischen Kolonien der Griechen und bei den benachbarten Etruskern wurde diese Keramik früh nicht nur importiert, sondern auch nachgeahmt. Die Heidelberger Olpe ist ein besonders gelungenes Stück der Etrusko-korinthischen Keramik. Ohne Henkel hat sie eine Höhe von 27,4 Zentimetern. Der Ton ist rötlich-beige, der Überzug cremefarben. Die im Kunsthandel 1964 für die Heidelberger Sammlung erworbene Vase wurde aus vielen Scherben zusammengesetzt, ein kleiner Teil der Lippe sowie eine der beiden Rotellen wurden modern ergänzt. Bis auf die Kante und die Unterseite des Fußes, die tongrundig belassen wurden, sind alle Teile der Vase mit einem Überzug oder Bemalung versehen. Mit einem schwarzen Firnisüberzug sind der Hals, Innen- und Außenseite der Mündung, Rotellen, der figürliche und ornamentale Schmuck auf dem Gefäßkörper, der Fuß und, abgesehen von einem Teil der Innenseite, der Henkel versehen. Beim Brennen hat sich dieser, anstatt wie geplant schwarz zu werden, terrakottarot verfärbt.
Üblich für korinthische Keramik waren Tierfriese. Die Olpe hat zwei, einen großen auf dem Bauch und einen weitaus kleineren darüber am Halsansatz. Der Hauptfries zeigt keine echten Tiere, sondern drei Fabelwesen. Auf der Rückseite ist dies ein Mischwesen mit einem Pantherkopf, zwei Pantherfüßen, einem Vogelschweif und drei Flügeln. Unter dem vorderen Flügel wird ein emporsteigender Fisch gezeigt. Auf der Vorderseite stehen sich rechts ein Löwengreif und links ein bärtiger Sphinx gegenüber. Der Sphinx hat eine auffallend große Nase und trägt eine Kappe auf dem Kopf. Beides erinnert an ältere Vorbilder in der Kunst, während vor allem der zweite Tierfries und auch der Panther, der den Betrachter frontal ansieht, typisch für die korinthische Vasenmalerei des späten 7. Jahrhunderts v. Chr. sind. Vor allem das Mischwesen auf der Rückseite mit seinem Schweif und der Flügelstellung nimmt dennoch auch etruskische Einflüsse auf. Der kleinere Fries zeigt vom Henkel her von rechts einen Steinbock, einen Löwen und einen Hirsch. Unter dem Standring des unteren Frieses gibt es als ornamentale Verzierung ein lockeres Zungenband, freie Flächen sind durchweg mit Klecksrosetten gefüllt. Auch am Hals sind fünf weiße Klecksrosetten als Schmuck aufgetragen. Zudem ist der Hirsch mit weißen Punkten gekennzeichnet. Hals beziehungsweise Mähne von Löwe, Sphinx und Greif sind ebenso wie Teile des Gefieders der drei Fabelwesen und die Kappe des Sphingen in Purpur gehalten. 
Die Olpe wurde anhand stilistischer Untersuchungen dem Maler der bärtigen Sphinx zugewiesen. Dieser hatte seine Werkstatt wahrscheinlich in Vulci. Die Einteilung seiner Vasen erfolgte zumeist in gleich große Tierfriese, somit ist diese Olpe eine Ausnahmeerscheinung im Werk dieses bedeutenden etruskischen Keramikers. Die Vase orientiert sich deutlich an griechischen Vorbildern aus Keramik, diese wiederum imitieren metallene Vorbilder. Vor allem die Rotellen am Henkelansatz, aber auch die dreigeteilte Riffelform des Henkels erinnert an solche Vorbilder. Technisch erreicht der Vasenmaler nicht die griechischen Vorbilder. Die Fabelwesen zeigen kaum Körperspannung und die Köpfe sind vor allem im Fall des Greifen misslungen. 
Die Herkunft der Vase ist nicht bekannt. Sie wird in das frühe 6. Jahrhundert v. Chr. datiert.